# Extravasación
La extravasación es la fuga de un fluido fuera de su espacio contenido hacia el área circundante, especialmente sangre o células sanguíneas saliendo de los vasos sanguíneos. 
En el caso de la inflamación, la extravasación se refiere al movimiento de glóbulos blancos a través de la pared capilar, hacia los tejidos circundantes. Esto se conoce como extravasación leucocitaria, también llamada diapédesis. 
En el caso del cáncer y la posible formación de metástasis, la extravasación se refiere a las células cancerosas que salen de los capilares y entran en otros tejidos, donde pueden formarse tumores secundarios. El término se utiliza habitualmente en un contexto médico.
Más concretamente, el término extravasación puede referirse a:
- Extravasación intravenosa, (extravasación de medicamentos presentes en líquidos de infusión)
- Extravasación de líquido de irrigación
- Extravasación de orina
- Extravasación de leucocitos
- Angiopelosis (extravasación de células no leucocitarias)

## Líquido de irrigación
La extravasación de líquido de irrigación es la migración involuntaria de líquido de irrigación (por ejemplo, suero salino) introducido en un cuerpo humano. Esto puede ocurrir en varios tipos de cirugía endoscópica, como la cirugía ortopédica mínimamente invasiva, es decir, en procedimientos como la artroscopia, TURP (resección transuretral de la próstata) y TCRE (resección transcervical del endometrio).
En la artroscopia, se utiliza líquido a presión para inflar y distender una articulación y crear un espacio quirúrgico de trabajo. Una artroscopia suele realizarse en articulaciones de hombro y rodilla; sin embargo, la artroscopia de cadera es cada vez más popular. La artroscopia se realiza a través de portales quirúrgicos o heridas punzantes en la articulación. Se utiliza un instrumento quirúrgico llamado artroscopio para introducir líquido de irrigación a presión para distender la articulación. El artroscopio incluye una pequeña varilla óptica (normalmente de 4 mm de diámetro) para ver la articulación. Se realizan otros portales o heridas punzantes para introducir instrumentos quirúrgicos con los que realizar procedimientos de corte o 
Si la articulación está rodeada de tejido blando, como en el hombro y la cadera, el líquido bajo presión puede salir del espacio articular a través de los portales quirúrgicos y acumularse en el tejido blando del paciente. Una artroscopia típica puede dar lugar a la absorción de 1—3 litros de líquido de irrigación en el tejido intersticial del paciente. Esta acumulación de líquido de irrigación en el tejido blando puede causar edema. Este edema puede interferir con el procedimiento artroscópico al colapsar el espacio quirúrgico, o migrar hacia el cuello del paciente y causar obstrucción de las vías respiratorias. 
En la artroscopia de cadera, una complicación temida es la inundación abdominal, en la que el líquido de irrigación se escapa de la cápsula articular de la cadera y drena en la cavidad abdominal. Los factores de riesgo para la extravasación de líquidos incluyen la duración del procedimiento (>90—120 min), la obesidad y la edad (>45—50) con falta de tono muscular acompañante.
La artroscopia de hombro suele limitarse a unos 90—120 minutos antes de que la inflamación por extravasación de líquido interfiera con el procedimiento y suponga un riesgo potencial para el paciente. Normalmente, la extravasación de líquido se gestiona controlando la presión del líquido o acelerando el procedimiento. 

## Líquidos de infusión
La extravasación también puede referirse a la fuga de sustancias infundidas que pasan del tejido vascular al tejido subcutáneo. La fuga de soluciones de alta osmolaridad o agentes quimioterápicos puede provocar una destrucción tisular importante y complicaciones significativas.

## Lecturas complementarias
- Duralde XA, ed. (2006). «Severe Edema During Shoulder Arthroscopy». Complications in Orthopaedics: Shoulder Arthroscopy. American Academy of Orthopaedic Surgeons. pp. 9-16. ISBN 978-0-89203-499-4.
- Blumenthal S, Nadig M, Gerber C, Borgeat A (December 2003). «Severe airway obstruction during arthroscopic shoulder surgery». Anesthesiology 99 (6): 1455-1456. PMID 14639164. doi:10.1097/00000542-200312000-00033.
- Hynson JM, Tung A, Guevara JE, Katz JA, Glick JM, Shapiro WA (April 1993). «Obstrucción completa de las vías respiratorias durante cirugía artroscópica del hombro». Anesthesia and Analgesia 76 (4): 875-878. PMID 8466032. doi:10.1213/00000539-199304000-00033.}
- Lo IK, Burkhart SS (May 2005). «Immediate postoperative fluid retention and weight gain after shoulder arthroscopy». Arthroscopy 21 (5): 605-610. PMID 15891729. doi:10.1016/j.arthro.2005.01.008.
- Orebaugh SL (December 2003). «Life-threatening airway edema resulting from prolonged shoulder arthroscopy». Anesthesiology 99 (6): 1456-1458. PMID 14639165. doi:10.1097/00000542-200312000-00034.
- Sampson TG (October 2001). «Complications of hip arthroscopy». Clinics in Sports Medicine 20 (4): 831-835. PMID 11675890. doi:10.1016/s0278-5919(05)70288-x.
- Syed HM, Gillham SB, Jobe CM, Phipatanakul WP, Wongworawat MD (January 2010). «Fenestrated cannulae with outflow reduces fluid gain in shoulder arthroscopy». Clinical Orthopaedics and Related Research 468 (1): 158-62. PMC 2795841. PMID 19557486. doi:10.1007/s11999-009-0955-y.